# Malcolm, conte di Atholl
Máel Coluim mac Mathad, anglicizzato in Malcolm, conte di Atholl (... – prima del 1198), è stato un nobile scozzese.

## Biografia
Pochissimo è noto della vita di Malcolm, uno dei primi signori gaelici di Atholl. Era probabilmente un figlio o comunque un parente di Matad, conte di Atholl, ed è citato come testimone al completamento della cattedrale di Durham negli anni 1130.
Divenne conte di Atholl probabilmente tra il 1152 e il 1154, quando si crede che Matad sia morto, tesi avvalorata anche da concessioni fatte dai sovrani Davide I e Malcolm IV di Scozia in cui Malcolm di Atholl appare già come conte. L'ultima sua menzione certa in vita è del 1189, quando è citato in un documento redatto per re Guglielmo I di Scozia. Morì certamente prima del 1198, quando il figlio Henry era già conte di Atholl.

## Discendenza
Malcolm di Atholl si sposò due volte. Il nome della prima moglie è sconosciuto, ma da essa ebbe tutti o comunque la maggior parte dei suoi figli:
- Simon, che premorì al padre;
- Henry, conte di Atholl, suo successore;
- Duncan;
- Malcolm;
- Bethoc, che ebbe un figlio di nome Kelehathonin, forse il Costantino identificato da altre fonti come nipote di Malcolm;
- Christina, forse sposa di Thomas de Lundie;
- Margaret, forse sposa di Thomas de Lundie.

Rimasto vedovo attorno al 1180, si risposò con Hextilda di Tynedale, discendente di re Donald III di Scozia, legando così la sua famiglia al casato dei Dunkeld. Non è noto se da questa unione nacquero figli o se alcuni dei precedenti fossero in realtà frutto di questo secondo matrimonio.